# ACAZ C.2
Die ACAZ C.2 war ein Doppeldecker des belgischen Herstellers ACAZ. Die zweisitzige Maschine wurde in nur einem Exemplar hergestellt und kam 1926 zum Erstflug. Das Kennzeichen war zunächst O-BAFX, wechselte später zu OO-AFX.
Das Besondere an der Maschine war, dass alle vier Tragflächenhälften gegeneinander getauscht werden konnten. Die Maschine hatte einen besonderen Laderaum für Kameras, so dass sie insbesondere als Aufklärer hätte eingesetzt werden können. Die Maschine wurde von der belgischen Luftwaffe getestet, diese konnte sich jedoch wegen des damals noch neuartigen Konzeptes nicht für sie entscheiden. Es blieb bei einem Prototyp.
Sie gelangte nochmals in das Licht der Öffentlichkeit, als am 9. März 1928 Edmond Thieffry mit zwei weiteren Piloten versuchte, nach Belgisch Kongo zu fliegen, jedoch bereits in Frankreich notlanden musste. Die Maschine ging am 25. Januar 1933 nach einem Absturz verloren.

## Technische Daten

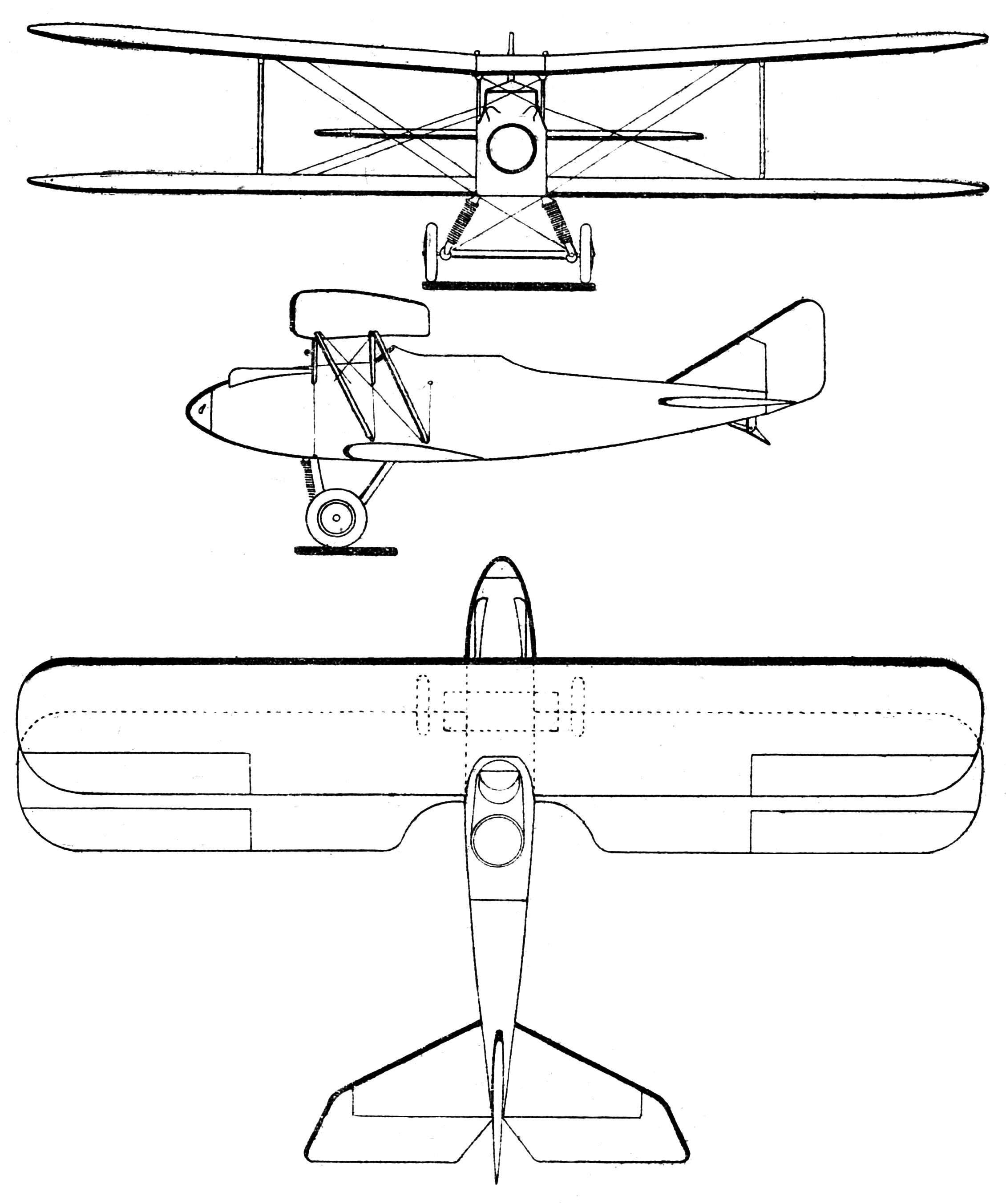
Dreiseitenansicht ACAZ C.2

| Kenngröße             | Daten                                            |
| --------------------- | ------------------------------------------------ |
| Besatzung             | 2                                                |
| Länge                 | 8,25 m                                           |
| Spannweite            | 12,50 m                                          |
| Höhe                  | 3,40 m                                           |
| Flügelfläche          | 40,56 m²                                         |
| Flügelstreckung       |                                                  |
| Leermasse             | 1070 kg                                          |
| Startmasse            | 1900 kg                                          |
| Höchstgeschwindigkeit | 230 km/h                                         |
| Dienstgipfelhöhe      | 7400 m                                           |
| Reichweite            | 800 km                                           |
| Triebwerke            | 1 × Hispano-Suiza 12 Ga mit 450 PS Dauerleistung |
| Bewaffnung            |                                                  |